# 若林亮
若林 亮（わかばやし りょう、1970年2月17日 - ）は、日本の男性俳優、ナレーター、声優。徳島県出身。
以前は、東京俳優生活協同組合（1999年〜）に所属していた。現在は、アクロス エンタテインメント（2008年〜）に所属。

## 出演作品

### テレビドラマ
- 愛するために愛されたい　第5話、第6話（2003年7月31日、8月7日、TBS）
- 木曜ドラマ　アタックNo.1　第10話（2005年6月16日、テレビ朝日）
- 仮面ライダー響鬼　三十一之巻（2005年9月11日、テレビ朝日）
- 不信のとき〜ウーマン・ウォーズ〜（2006年7月6日〜9月21日、フジテレビ）
- ウルトラマンメビウス　第45話（2007年2月24日、CBC） -　記者 役
- 経済ドキュメンタリードラマ ルビコンの決断（2010年1月14日、テレビ東京）※再現ドラマ
  - 「葉っぱビジネスで稼げ! 〜限界集落おばあちゃんの挑戦〜」

### オリジナルビデオ
- 流れくノ一伝説独眼流秘譚・白粉彫りの女（2003年2月、監督：飯塚敏明、エッジ）
- ヴァージンな関係（2009年、監督・脚本：廣田幹夫）
- むこうぶち 9 高レート裏麻雀列伝　麻将（2012年、監督：片岡修二、コンセプトフィルム） -　戸倉 役
- 首領の道 Season2（2015年） - 赤心報効連合組員 仲桜次郎

### 映画
- Maboroshi Hot Springs 〜幻温泉〜（監督：福島芳樹）
- 爆走デコトラ烈伝（2004年4月9日、監督：桑原昌英、ケイエスエス）
- デビルマン（2004年10月9日、監督：那須博之、東映）
- アキハバラ@DEEP（2006年9月2日、監督：源孝志、東映）

### 舞台
- 第七回本公演「風咲き花」（再演）（2007年7月）

### ナレーション
テレビ番組
- NHKプレマップ（NHK）
- 東大寺大仏誕の500日（NHK）
- KEEP WALKING（BS-TBS）
- 秘境駅を旅する（旅チャンネル）
- 全国秘境駅ファイル第3シリーズ（旅チャンネル）
- 深海のモンスターたち　前編/後編（MONDO21）
- 技術の系譜（BS朝日）
- 美味しい世界遺産（Goomo）

テレビドラマ
- 人間の証明（2004年7月8日〜9月9日、フジテレビ）※2004年版
- 医龍-Team Medical Dragon-　（フジテレビ）
- 木曜ドラマ　交渉人〜THE NEGOTIATOR〜　第1シリーズ（2008年1月10日〜2月28日、テレビ朝日）
- 木曜ドラマ　交渉人〜THE NEGOTIATOR〜　第2シリーズ（2009年10月22日〜12月17日、テレビ朝日）※館内アナウンス

ラジオドラマ
- 秋元康ラブストーリーズ

海外ドラマ
- CSI:科学捜査班

### CM
- ソニー生命保険
- セガ

### テレビアニメ
2009年
- 世界名作劇場　こんにちは アン 〜Before Green Gables（紳士）

2010年
- 閃光のナイトレイド

2011年
- べるぜバブ（不良B）

2016年
- テラフォーマーズ リベンジ（スミレス）

### ゲーム
オンラインゲーム
- クロスブレイブ
- LEGEND of CHUSEN 2

2005年
- 喧嘩番長（大竹将弘、高嶋平次)

2006年
- 幻想水滸伝V（ヴィルヘルム、ザハーク）

2007年
- スーパーロボット大戦OG ORIGINAL GENERATIONS（リー・リンジュン）

2009年
- Bloody Call　※PC

2011年
- インスタントブレイン（団我ジャイロウ）
- 忍道2 散華（一条侍大将）
- unENDing Bloody Call　※PSP

### ラジオドラマ
- アサカツ!!（ラジオNIKKEI）
  - ラジオドラマ「ソーシャルメディアマーケター美咲」（五十嵐淳一郎）

### ドラマCD
- 噂屋（依頼人）
- 長州ファイブ　上巻・下巻（高杉晋作）

### ボイスオーバー
- 台湾フォルモサ紀行2013〜麗しの島 台湾〜（2013年7月20日、TOKYO MX、2013年7月26日、千葉テレビ）

### その他
- ビジネスマン教育ビデオ等　キャスター 役
- 第6回那須国際短編映画祭「那須ショートフィルムフェスティバル2011」 
  - ドラマ「Maboroshi Hot Springs -幻温泉-」（監督：大原久澄）※ショートフィルム